# سبايرو (شخصية)
سبايرو (بالإنجليزية: Spyro)‏ هو شخصية لعبة فيديو تنين وهو الشخصية الرئيسية في سلسلة ألعاب سبايرو، وهو من تطوير شركة إنسومنياك جيمز وحالياً هو مملوك لشركة يونيفرسال بيكشرز، قام تشارلز زيمبيلاس بإنشاء الشخصية في سنة 1998 وكانت لعبة التنين سبايرو هي أول لعبة يظهر بها. وسبايرو هو تنين أرجواني قادر على الطيران ويحارب أعدائه عن طريق قذف النار من فمه ويشاركه في ذلك صديقه سباركس.